# Katarina Mrčela
Katarina Mrčela (rođ. Maloča) je hrvatska košarkašica, članica hrvatske košarkaške reprezentacije.

## Karijera
Košarku je zaigrala u zagrebačkoj ŽKK Dubravi.
Bila je sudionicom kvalifikacijskog ciklusa za EP 1999. godine.
Osvojila je zlato na Mediteranskim igrama 1997. i 2001. godine.
Na MI 2005. u španjolskoj Almeriji osvojila je srebro.